# Звезда Романо
Звезда Романо (GR 290, англ. Romano's star) — яркая голубая переменная звезда в галактике Треугольника (M33) в созвездии Треугольника. 

## Открытие
Звезда Романо впервые была отмечена как одна из одиннадцати новых переменных звёзд в Галактике Треугольника. Звёзды получили обозначения от GR 282 до GR 292. GR 290 была отнесена к переменным звёздам Хаббла-Сэндиджа, более известным как яркие голубые переменные. Видимая звёздная величина меняется от 16,5 до 17,8. Остальные десять звёзд оказались довольно обычными звёздами в нашей галактике, но яркая звезда GR 290 принадлежит галактике M 33; её называют звездой Романо.
Более подробное исследование подобного нового вида переменных звёзд показало, что GR 290 располагается в 17' от центра галактики M 33, на периферии галактики вблизи одного из спиральных рукавов. На фотопластинках, полученных в период с 1960 по 1977 год  звезда показывает нерегулярные изменения звёздной величины от 16,5 до 17,8.
Спектроскопическое исследование вблизи минимума яркости в 2003 году подтвердило, что звезда является яркой голубой переменной, принадлежащей к звёздам Вольфа — Райе. В каталоге внегалактических переменных звёзд звезда Романо имеет обозначение M33 V532.

## Переменность
Анализ старых данных показал, что звезда Романо была спокойной с 1900 года до начала пяти вспышек, произошедших между 1960 и 2010 годом. Блеск звезды в период максимума показывал изменения на временах порядка месяца. Третья из пяти вспышек была наиболее сильной, блеск достиг 16,5. Минимум блеска достигался в 2014 году, видимая звёздная величина достигла 18,7, звезда оставалась слабой до 2015 года.

## Спектр
В спектре звезды наблюдаются сильные эмиссионные линии водорода и атомарного гелия, ионизованного азота и слабые линии ионизованного гелия. Присутствуют слабые линии поглощения, связанные с наличием межзвёздного вещества, и ряд запрещённых линий. Линии Ciii наблюдаются, но они слабее линий азота. Спектральный класс меняется по мере изменения видимой звёздной величины, от WN8h-9h в минимуме блеска до WN10h-11h в максимуме. Цвета U-B и B-V звезды остаются почти постоянными.

## Свойства
Эффективная температура звезды Романо меняется от 33 000 K в минимуме блеска до 23 000 K в максимуме блеска. Радиус также меняется от 22,5 R{\displaystyle _{\odot }} в минимуме блеска до 61 R{\displaystyle _{\odot }} в максимуме блеска. Таким образом, в моменты наибольшей светимости звезда является более крупной и холодной. У ярких голубых переменных болометрическая светимость обычно сохраняется постоянной в течение вспышек, но звезда Романо демонстрирует сильное изменение светимости. Светимость возрастает от 500 000 L{\displaystyle _{\odot }} в минимуме до миллиона L{\displaystyle _{\odot }} в максимуме.
Масса звезды оценивается в 26 M{\displaystyle _{\odot }}, темп потери массы  равен 1 M{\displaystyle _{\odot }} за 25-50 тысяч лет. Темп потери массы достигает наибольшего значения, когда звезда является наиболее яркой.

## Эволюция
Хотя звезда Романо обладает спектром звезды Вольфа-Райе, она не является классической звездой Вольфа-Райе, не содержащей водорода. На поверхности звезды содержится на 70 % больше водорода, чем гелия. Возраст звезды оценивается в 4 миллиона лет, звезда еще сохранила остатки водородной оболочки. Моделирование эволюции массивных звёзд показало, что звезда Романо имела начальную массу около 60 M{\displaystyle _{\odot }}, пережила краткую стадию эволюции в виде яркой голубой переменной после ухода с главной последовательности, в настоящее время теряет часть водорода, после чего превратится в более распространённый вид звёзд Вольфа-Райе.